# Comisión de Actividades Infantiles
La Comisión de Actividades Infantiles Asociación Mutual, Social y Deportiva, más conocido como La CAI, es un club de fútbol argentino de la ciudad de Comodoro Rivadavia en la provincia del Chubut, Argentina. Reconocido por haber jugado durante nueve temporadas en la Primera B Nacional y una decena de temporadas más en los Torneos Argentino A y Argentino B y por ser una "fábrica" de jugadores. Actualmente compite en la Liga de Fútbol de Comodoro Rivadavia y en el Torneo Regional Federal Amateur (Cuarta categoría del fútbol argentino para los clubes indirectamente afiliados a la AFA).

## Historia

### Inicios
Se inicia en el año 1984 con la finalidad de promover el fútbol de salón infantil.Gracias a la colaboración con César Muñoz se comenzó el primer campeonato piloto con chicos de 8 y 9 años. Con el tiempo el proyecto fue creciendo.
Su primer partido en el fútbol oficial argentino fue el 13 de enero de 1994, debutando en la segunda categoría del fútbol de Comodoro Rivadavia contra Oeste Juniors, siendo los autores de los goles Hugo Barrientos y Andrés Silvera. El 80% de aquel plantel eran chicos menores de 18 años. Como resultado, se termina ganando en la Liga B y se asciende a la A.

### Llegada a la AFA
En 1995 se consagró campeón por primera vez en el Torneo de Otoño de la Liga, lo que le valió la clasificación al nuevo Torneo Argentino A.
El 24 de septiembre de 1995, hizo su debut en el fútbol argentino, cayendo por 2 a 1 ante Patagones. El 17 de diciembre, logró su primer triunfo al vencer por 1 a 0 a Cipolletti por la última fecha de la Primera fase, finalizando último y siendo relegado a la Fase por la permanencia. Allí tuvo mejores resultados y aseguró la categoría.

#### Primer descenso
En el Argentino A de 1996-97 volvió a tener una primera fase similar, venciendo únicamente a Cultural Argentino de General Pico, finalizando último en la Zona Sur. El 23 de febrero de 1998, recibió a Germinal por el partido de ida de la definición del descenso de la zona, igualando por 1 a 1. Finalmente, el 2 de marzo cayó por 1 a 0 en Rawson, siendo condenado por primera vez al descenso, retornando a la participación exclusiva en la Liga de Comodoro. Sin embargo, en 1997, se consagró campeón nuevamente al adjudicarse el Apertura de la Liga, y se clasificó al Argentino B.

### Retorno al Argentino A
En el Argentino B de 1997-98, realizó una buena campaña, superando la primera fase como ganador de su grupo, y la segunda y tercera fase con el segundo lugar. Sin embargo, en la fase final, donde se disputaron los ascensos, finalizó último en su grupo con un único empate de local ante Liniers de Bahía Blanca.
En 1998, volvió a adjudicarse el torneo Apertura de la Liga, clasificando al Argentino B 1998-99. En esta edición, logró clasificarse nuevamente a la etapa final, pero esta vez con cuatro ascensos en disputa. El 25 de abril de 1999, venció a Racing en Trelew por 2 a 0 por la última fecha, y logró el ascenso al Argentino A. Además del ascenso, también clasificó a la fase final del Argentino A, por el ascenso a la B Nacional, donde finalizó último en su grupo, con un único triunfo ante Patronato.

### El ascenso a la B Nacional
En el Argentino A de 1999-00 compitió en la Zona Sur, donde no realizó una buena campaña. Sin embargo, el empate en la última fecha en su visita a Cultural Argentino le permitió mantener la categoría finalizando penúltimo. Para la temporada 2000-01, la mejoría se vio en los resultados, obteniendo más triunfos y finalizando en el quinto lugar.
En el Argentino A 2001-02 realizó su mejor campaña en la división: dentro de una zona sur que estuvo muy disputada hasta la última fecha, el equipo logró asegurar la clasificación al hexagonal pornel título en la penúltima fecha, con el triunfo ante Juventud Unida Universitario por 3 a 2, habiendo sufrido solo dos derrotas ante Estudiantes de Río Cuarto en la primera fecha y ante un ya descendido Huracán de San Rafael en la última. El 19 de mayo de 2002, tras igualar por 1 a 1 con Ben Hur, la CAI se consagró campeón del Argentino A a falta de dos fechas y ascendió a la B Nacional, donde se mantendría los próximos nueve años.

### El apogeo
El 4 de agosto de 2002, hizo su debut en la Primera B Nacional, por la primera fecha del Torneo Apertura, derrotando de local a Defensores de Belgrano por 1 a 0 con el gol de Tabárez. Algunos triunfos que lograron destacar de aquel torneo fueron el 5 a 3 ante El Porvenir, con tres goles de Tabárez, y el 3 a 1 en su visita a Atlético de Rafaela, equipo que sería campeón de ambos torneos. Su desempeño le permitió finalizar en decimoquinto lugar del campeonato, pero no pudo evitar la promoción al finalizar penúltimo en los promedios. El 6 de julio de 2003, visitó en Córdoba a Racing, llevándose un empate importante, con el que logró asegurar la categoría al vencer el día 13 por 1 a 0 en Comodoro Rivadavia.
En el Apertura 2003 de la B Nacional realizó una de sus mejores campañas, peleando por la cima del torneo durante varias fechas, destacándose el triunfo por 3 a 0 ante Ferro Carril Oeste, alcanzando el quinto lugar en el torneo. En contraste, en el Clausura 2004 volvió a su rendimiento previo y finalizó en decimosexto lugar, aunque en el torneo logró dos triunfos destacados: la goleada por 5 a 0 a Juventud Antoniana, con doblete de Bevacqua y goles de Villegas, Cáceres y Cabrera; y el 30 de abril, el histórico triunfo por 3 a 1 en El Palacio ante Huracán, con los goles de Severini y Cabrera. Sin embargo, en el campeonato no terminó logrando grandes diferencias con el anterior, y terminó nuevamente disputando la promoción como penúltimo de los indirectamente afiliados. El 14 de junio, logró un sorpresivo triunfo en el José Fierro de Atlético Tucumán por 1 a 0, con gol de German Cáceres a los 16 minutos del segundo tiempo. A pesar de esto, el día 21 en el Municipal de Comodoro Rivadavia, terminó sufriendo la permanencia desde los 13 minutos, con el único gol del partido para los tucumanos, manteniendo la categoría por la ventaja deportiva.
La temporada 2004/05 fue una de las mejores de la historia del club: en el Apertura 2004, logró repuntar com una campaña similar en puntos al del Apertura anterior, aunque finalizó en el undécimo lugar; mientras que el Clausura 2005 fue su mejor torneo, donde se destacaron un nuevo triunfo ante Huracán y el triunfo por 2 a 0 ante Chacarita Juniors en San Martín, partido que se vio suspendido por incidentes de la parcialidad local. Luego de liderar el torneo en varias oportunidades, llegó a la última fecha del Clausura disputándose el primer lugar y el pase a la final del campeonato con Gimnasia y Esgrima de Jujuy, que lo aventajada por 2 puntos, en la necesidad de vencer a San Martín en San Juan y esperar una derrota de los jujeños; finalmente, a pesar del triunfo de Defensa y Justicia sobre Gimnasia, la CAI no pudo con San Martín, logrando apenas la igualdad por 1 a 1 sobre el final del partido, quedando a solo 1 punto de los jujeños. Su desempeño durante el año le valió la clasificación al Torneo Reducido por un lugar en la promoción donde, luego de caer por 3 a 1 en Mendoza, quedó eliminado tras vencer de local por 2 a 1 a San Martín, al no poder revertir el resultado global.

### Las promociones
Tras un período de estabilidad en la división, en la temporada 2008-09 tuvo una decaída en su rendimiento y, tras perder de local ante Platense por la penúltima fecha, fue condenado a jugar la promoción por tercera vez, finalizando penúltimo en aquel campeonato. El 25 de junio de 2009, viajó a Paraná para enfrentar a Patronato y, con un gol en contra a los 16 minutos y el gol de Martín Dedyn sobre el final del partido, logró vencerlo por 2 a 0. El día 30 se jugó en el Municipal de Comodoro el partido de vuelta: en el primer tiempo, con el gol de penal de  Gabriel Bustos a los 15 minutos, los locales abrieron el marcador, pero a los 39 minutos Patronato logró la igualdad; en el segundo tiempo, Matias Jara, de penal a los 27 minutos, anotó el 2 a 1 para la CAI y, a los 37 minutos, marcó el 3 a 1 definitorio.
En el campeonato 2009-10, el equipo mostró una leve mejoría, que no se vio muy reflejada en la antepenúltima posición, y tampoco pudo remontar su promedio: tras la derrota ante Atlético de Rafaela por 2 a 1, por la fecha 36, quedó sentenciado a jugar nuevamente al menos la promoción, situación que logró asegurar con el empate ante San Martín de San Juan por la penúltima fecha. El 23 de mayo, viajó a Tandil a dispurar la ida de la promoción ante Ramón Santamarina: en el primer tiempo, a los 24 minutos Villegas puso el 1 a 0 para la CAI, y a los 33 minuto Santamarina puso el 1 a 1; en el segundo tiempo, los locales dieron vuelta el marcador, pero sobre el final, Pinedo da Silva puso el empate definitivo, finalizando el partido en medio de incidentes de la parcialidad local con el cuerpo arbitral. El 30 de mayo, recibieron a los tandilenses en Comodoro: Mauro Villegas puso el 1 a 0 a los 31 minutos, cerrando la primera mitad con la mínima ventaja, pero a los 3 minuto del segundo tiempo, anotó el 2 a 0 que empezaba a sentenciar la definición; faltando 15 minutos para el final, Lucas Villafáñez puso el 3 o 0, mientras Jorge Piñero Da Silva e Ignacio Malcorra sellaron una goleada categórica por 5 a 0 para la CAI. Saliendo triunfante en su cuarta promoción, se convirtió junto con Argentinos Juniors y Belgrano los clubes con más promociones ganadas en el fútbol argentino.

### Los descensos

#### Al Argentino A
La temporada 2010-11 fue la última del club en la división: el buen comienzo, venciendo por 1 a 0 a Aldosivi en Mar del Plata, no tuvo continuidad, y los malos resultados invadieron su rendimiento; en ese torneo el equipo sumó 11 derrotas consecutivas. Su último triunfo fue el 26 de marzo de 2011 por la fecha 26, de local frente a Rosario Central: aquel partido lo habían iniciado ganando los canallas a los 27 minutos, yendose al entretiempo en ventaja; sin embargo, en el segundo tiempo, a los 10 minutos, Jose Loncon de un remate al ángulo puso el 1 a 1; a los 43 minutos, cuando parecía definitiva la igualdad, Nicolás Bubas dio vuelta el marcador y dos minutos después puso el 3 a 1 definitivo. El 21 de mayo, el empate de Almirante Brown condenó al descenso a la CAI a falta de cuatro fechas.
El 17 de junio, se despidió de la B Nacional cayendo en Jujuy por 4 a 2 ante Gimnasia, y cerró una época de 9 años que tuvo el fútbol de la ciudad, tras lo que fue la incursión de Huracán en Primera División.

#### Al Argentino B
En su retorno al Argentina A, el equipo continuó con su bajo rendimiento. Con sólo cuatro triunfos, terminó último en la Zona Sur, siendo relegado a disputar la Reválida por la permanencia.
El 14 de septiembre de 2011, hizo su debut en la Copa Argentina enfrentando a su compatriota Huracán. Nicolás Bubas abrió el marcador para los azzurros a los 5 minutos, siendo empatado 20 minutos después, siendo llevado a los penales, donde quedaría eliminado.
En la Reválida, logró revertir su situación con mejores resultados, asegurando la clasificación a la siguiente ronda en la disputa por el segundo ascenso. Sin embargo, el 15 de abril de 2012, por la última fecha de la reválida, en la necesidad de ganar, igualó por 1 a 1 con Cipolletti, quedando puntero invicto de la zona pero excluido de la siguiente ronda, al ser condenado a la promoción al quedar penúltimo en la tabla acumulada de la zona.
El 20 de junio, viajó a Tucumán para enfrentarse a San Jorge, donde logró un agónico triunfo por 1 a 0 con el gol de Daniel Neculman sobre el final del partido. Con la ventaja conseguida en la ida, recibió a los tucumanos en Comodoro, pero el resultado fue inesperado: la visita sorprendió en el primer tiempo y, con goles a los 17 y 43 minutos, se fue al descanso venciendo por 2 a 0; en el segundo tiempo, Nicolás Bubas a los 28 minutos logró igualar el global que le permitía salvarse del descenso a la CAI, pero a falta de 4 minutos para el final, los tucumanos anotaron el 3 a 1 definitivo que lo condenó a descender al Argentino B por segunda vez en su historia.

### El retorno al Argentino A
En el Torneo Argentino B 2012-13, logró superar la Primera fase al terminar segundo en la Zona H, habiendo vencido en la mayoría de los partidos que disputó y haciéndose fuerte de local, donde no sufrió derrotas. Sin embargo, quedó eliminadl ante Gillermo Brown, al caer por 1 a 0.
Por la Copa Argentina, logró vencer a Madryn por 5 a 2: en el primer tiempo, Martín Prost logró un hat trick con los goles a los 6, 13 y 35 minutos, Mauro Villegas puso el 4 a 0, y sobre el final descontaron; en el segundo tiempo, Madryn volvió a descontar y Prost a los 30 minutos marcó su cuarto gol en el partido, cerrando el marcador.
En la Segunda fase, mantuvo su buen rendimiento y, tras vencer por 4 a 0 a Independiente de Neuquén en la última fecha, se adjudicó la cima de la Zona H, clasificando a las semifinales por el ascenso.
El 9 de junio de 2013, viajó a Mendoza para enfrentarse a Gimnasia por la ida de las semifinales, donde cayó por 1 a 0. Una semana después, se disputó el partido de vuelta, donde el gol olímpico de Jonathan Morales a los 7 minutos del segundo tiempo igualó el global, y la CAI se impuso en los penales.
El 23 de junio, viajó a Formosa para enfrentar a General San Martín: luego de arrancar perdiendo a los 11 minutos, Sebastián Benítes lo empató a los 14 minutos y Martín Prost puso el 2 a 1 definitivo a 13 minutos del final del partido. El 30 de junio, Martínez abrió el marcador a los 7 minutos y, en el segundo tiempo, Prost puso el 2 a 0 definitivo a los 5 minutos, marcando el regreso de la CAI al Torneo Argentino A.

### Del Argentino A al Federal A
En el Argentino A 2013-14, el Equipo logró clasificarse con lo justo al nonagonal, tras igualar en Puerto Madryn por 1 a 1 por la última fecha con Guillermo Brown, quedando como mejor quinto en la Zona Sur. En noviembre de 2013, inició su participación en la Copa Argentina, derrotando a Guillermo Brown por 2 a 1 en Puerto Madryn. En febrero de 2014, cayó ante Cipolletti por 3 a 0, quedando eliminado de la copa. En el nonagonal, mejoró su rendimiento y se mantuvo en pelea por el título: el 29 de abril debió enfrentarse a Tiro Federal, en la necesidad de ganar y esperar una derrota de Santamarina; finalmente, con goles de Mauro Villegas, la CAI venció por 2 a 0, pero el triunfo de los tandilenses los dejó en las puertas de la B Nacional. Como subcampeón, clasificó directamente a los Cuartos de final de la Reválida, donde igualó en el global con Estudiantes de San Luis y avanzó por la ventaja deportiva, pero terminó eliminado en semifinales ante Juventud Unida Universitario.
En el segundo semestre de 2014 disputó el Torneo Federal A, certamen que reemplazó al Argentino A, y que en su edición piloto otorgó siete ascensos a la B Nacional. El equipo mantuvo el alto rendimiento del torneo anterior y se mantuvo disputando el ascenso de la Zona Sur hasta la última fecha: el 9 de noviembre debió enfrentarse a Independiente de Neuquén, en la necesidad de ganar y que Guillermo Brown no gane; finalmente, logró triunfar por 2 a 0, pero el triunfo de los chubutenses los dejó sin el ascenso. Aun así, su buen puntaje le valió la clasificación a la disputa por los últimos dos ascensos: en los cuartos de final, logró imponerse ennlos penales ante Juventud Unida Universitario; pero en las semifinales, tras caer por 2 a 0 en Mendoza y ganar por 1 a 0 en Comodoro, quedó afuera de la final ante Gimnasia. Por la Copa Argentina, estuvo cerca de clasificar a la fase final por primera vez, tras vencer por 5 a 2 a Cruz del Sur y por 1 a 0 a Guillermo Brown, pero terminó cayendo por 2 a 0 ante Liniers de Bahía Blanca.

### Nuevo descenso
En el Federal A 2015, el equipo "Azurro" no pudo conservar el buen nivel del año anterior, y terminó penúltimo en la Zona Sur, siendo relegado a la Reválida. En esta instancia, así como en 2012, logró repuntar y meterse entre los mejores de su zona para clasificarse a la siguiente fase en disputa por el segundo ascenso. Sin embargo, el 27 de octubre por la última fecha, cayó derrotado en Morteros por 1 a 0 ante 9 de Julio, quedando igualado en la tabla acumulada con Gutiérrez en la zona de descenso.
El 30 de octubre, se enfrentaron en Río Cuarto: tras iniciar ganando los mendocinos desde los 8 minutos, Rodrigo Linares consiguió la igualdad a los 24 minutos, la cual se mantuvo el resto del partido y en la prórroga, donde Gutiérrez terminó con 10 jugadores y la CAI con 9; en los penales, los medocinos se impusieron, dejando a la CAI fuera de la reválida y condenada nuevamente al descenso.

### El declive
En 2016 compitió en el Federal B, disputándose un torneo transición en el primer semestre sin descensos; allí compitió en la Zona 1, donde terminó último y quedó afuera de la Segunda fase. En el segundo semestre, se disputó un torneo complementario, donde volvieron los descensos; en esta oportunidad, compitió en la Zona A de la Región Sur y terminó en el quinto puesto, manteniendo la categoría.
En 2017, luego de varios meses de incertidumbre, se disputó el último Federal B. En este oportunidad, disputó la Zona B de la región, donde logró con lo justo la clasificación a la siguiente fase, luego de caer sorpresivamente ante Estrella Norte en la última fecha.
el actual Torneo Regional Federal Amateur. Luego enfrentó a Boxing Club, quedando eliminado de la Segunda fase en los penales.
Luego de un año sin actividad, en 2019 compitió en el inaugural Regional Federal Amateur, competición que reemplazó al Federal B y Federal C. Allí, participó en la Zona 3 de la Zona Norte de la Región Sur, avanzando a la etapa eliminatoria. En esta instancia logró avanzar hasta la final de la región, tras vencer a Pacífico de Neuquén, Racing de Trelew y Juan José Moreno, donde cayó ante Boxing en Río Gallegos. De esta forma, tras 20 años ininterrumpidos, el club retornó a disputar exclusivamente a la Liga.

### Actualidad
En diciembre de 2019, el Consejo Federal le otorgó al club una licencia por 3 años, que le permitió clasificarse directamente al Regional Federal Amateur.
En el torneo de 2020, la CAI logró superar la primera fase como puntero de la Zona 2 de la Región Patagónica. Sin embargo, no llegó a disputar la segunda fase, debido a las restricciones sanitarias por la pandemia de covid-19 que llevaron a la suspensión del torneo. Clasificado para el torneo transición 2020-21, el equipo quedó rápidamente eliminado en la primera etapa.
En el torneo de 2021-22, quedó rápidamente eliminado en la primera etapa, tras caer en la última fecha ante Jorge Newbery. En el torneo de 2022-23, se repitió la misma situación, con la diferencia de que Newbery no avanzó de fase.
En septiembre de 2023, el Consejo Federal le renovó su licencia para la temporada 2023-24 y clasificó directamente al torneo. En esta oportunidad, logró superar la fase de grupos y avanzar hasta las semifinales de la Región Patagónica; luego de superar a Huracan de Gobernador Gregores y a Villalonga, cayó ante Jorge Newbery en los penales tras igualar la serie en los 180 minutos.
En el torneo de 2024-25 se encuentra realizando su mejor participación bajo la conducción técnica de Andres Silvera y Nicolas Segura: gracias a una buena diferencia de gol, logró quedar entre los seis mejores segundos y superó la fase de grupos; mientras que en la fase eliminatoria logró coronarse ganador de la Región Patagónica por primera vez en el certamen: en los octavos de final se enfrentó a Argentino del Sud de Comandante Piedrabuena, a quién venció con una abultada goleada por 9 a 0, con los goles iniciales de Oyarzo en dos oportunidades, Flores, Avila y Paredes, mientras Palma, Vilte, Quesada, Figueroa anotaron en el segundo tiempo, pasando a ser su mejor resultado en el fútbol argentino, y en el partido de vuelta mantuvo la ventaja triunfando por 2 a 0; en los cuartos de final se enfrentó a Huracán de Comodoro, a quien venció en los penales luego de igualar por 1 a 1 en ambos partidos; en semifinales a Boxing Club y en la final a La Amistad.El 9 de febrero, viajó a Viedma para disputar la final por el ascenso al Federal A ante Costa Brava, en un partido plagado de irregularidades que terminó suspendido a los 42 minutos del primer tiempo, cuando los pampeanos iban ganando por 1 a 0, por inferioridad de jugadores ante la insólita expulsión de seis jugadores del equipo patagónico, luego de que el equipo protestara por el penal que había sancionado para los pampeanos. El Consejo Federal, finalmente le dio por ganado el partido a Costa Brava y sancionó a La CAI con la inhabilitación por un año de participar en el torneo.

## Rivalidades
La C.A.I. aunque no tenga clásico rival por su corta edad de 40 años, mantiene una pequeña rivalidad con Huracán y con Jorge Newbery de Comodoro Rivadavia. También rivaliza con Deportivo Roca de Comodoro Rivadavia.[cita requerida]

## Ubicación
El club está ubicado en la Patagonia argentina, en la ciudad de Comodoro Rivadavia, de la Provincia del Chubut. En 2002 se convirtió en el primer equipo de la región en disputar la Primera B Nacional.
Pese a su rápido ascenso y prestigio  alcanzado, el club nunca pudo tener su propio  su estadio profesional a pesar de las promesas políticas de personalidades como Arcioni. 
Desde el año 2012 el club posee también una escuela de básquet a cargo del profesor Mariano It.

## Jugadores destacados
La institución ha ganado fama de ser el semillero de grandes jugadores del fútbol argentino. Incluso, tiene un vínculo con San Lorenzo de Almagro para el traspaso de jugadores juveniles. 
Algunos jugadores destacados surgidos en el club son:
- Andrés Silvera, que llegó a clubes de Primera División como Huracán, Unión, Independiente, San Lorenzo de Almagro, Belgrano y Banfield, y a Tigres de México en el ámbito internacional;
- Matías Jara, que llegó a clubes de Primera División como Godoy Cruz y Chacarita Juniors, y a clubes internacionales de Chile y Estados Unidos;
- Dalcio Giovagnoli, hizo su debut en Primera División con Newell's Old Boys, equipo con el que fue campeón en 1988 y disputó las finales de Copa Libertadores;
- Sixto “Mumo” Peralta, que llegó a clubes de Primera División como Huracán, Racing y River Plate, así como a clubes internacionales de élite como Inter de Milán y Torino;
- Emanuel Morales, que llegó a clubes de Primera División como Huracán;
- Sergio Romero, que llegó a Primera División como portero de Racing y a clubes internacionales como Manchester United y Sampdoria, fue campeón olímpico y subcampeón del mundo y de América con la Selección Argentina, y actualmente juega en Boca Juniors;
- Adrián Spörle, que hizo su debut en Primera División con Banfield y actualmente es jugador de Independiente;
- Rodrigo Arciero, que llegó a clubes de Primera División como All Boys, Patronato y Banfield;
- Tomás Conechny, que llegó a clubes de Primera División como San Lorenzo y Godoy Cruz;
- Lucas Villafáñez, que llegó a clubes de Primera División como Independiente y Huracán, y a clubes internacionales de Grecia, Turquía y México;
- Luciano Cabral,
- Leonardo "Colo" Gil, que llegó a clubes de Primera División como Estudiantes de La Plata, Olimpo y Talleres de Córdoba, a clubes internacionales como Colo Colo y Vasco Da Gama, y actualmente juega en Huracán;
- Brian Orosco, que llegó a clubes de Primera División como Estudiantes de La Plata;
- Mauro Villegas, que llegó a clubes de Primera División como Huracán, Tigre y Chacarita Juniors;
- Ian Subiabre,
- Caamaño,
- José Carlos "El Huracan" Tabares, aunque surgido en Patronato, su paso por la CAI posibilitó su llegada al fútbol internacional en clubes de México, Chile y España;
- Emanuel Trípodi, hizo su debut en Unión de Santa Fe, llegó a clubes de Primera División como Quilmes, Boca Juniors, Sarmiento y Chacarita Juniors.

### Cronología

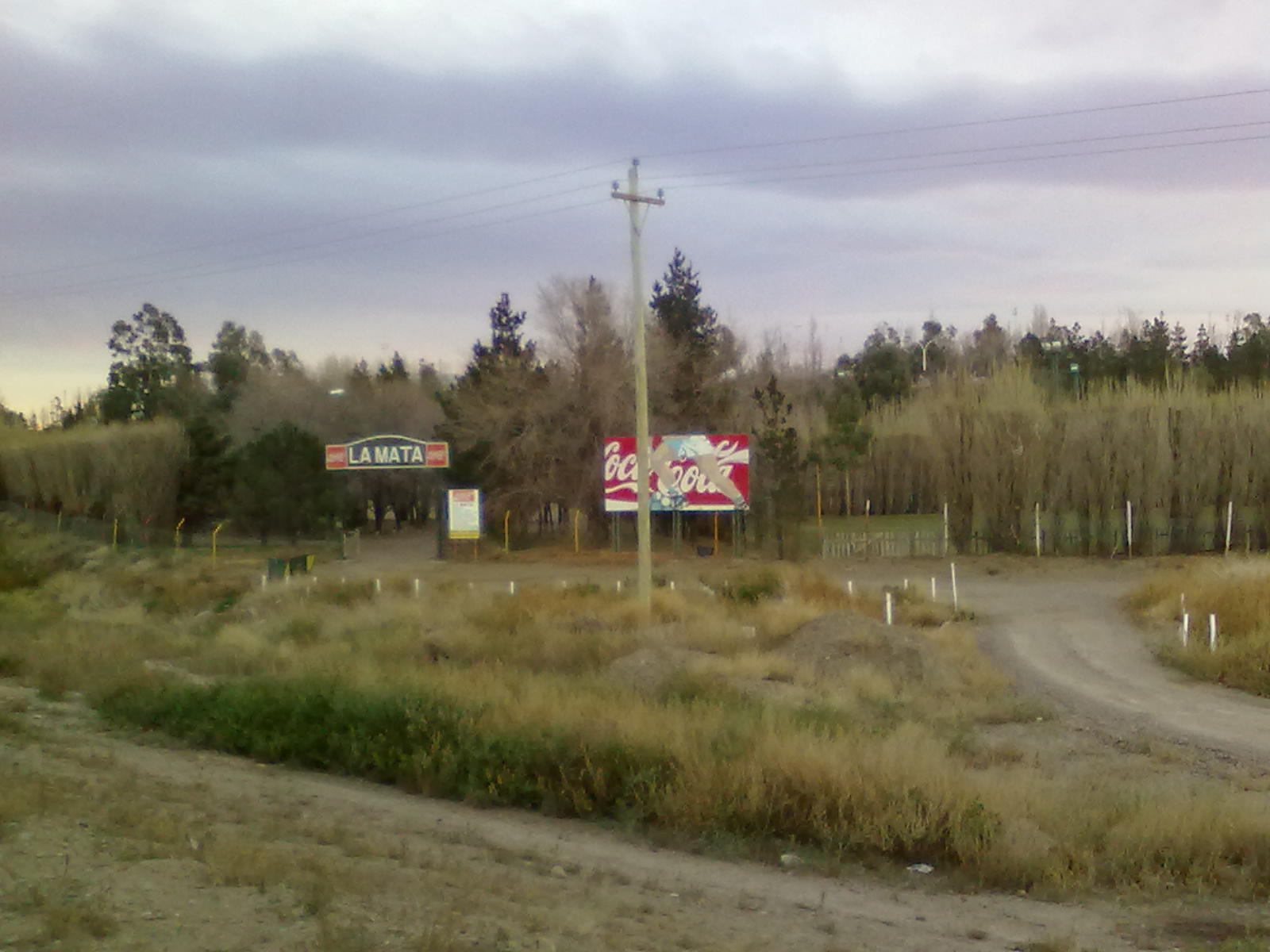
El predio de entrenamiento La Mata, donde la CAI se concentra en ciertos días de preparación.

## Datos del club

### Estadísticas
- Temporadas en Primera División: 0
- Temporadas en Segunda División: 9
  - Temporadas en Primera B Nacional: 9 (2002/03, 2003/04, 2004/05, 2005/06, 2006/07, 2007/08, 2008/09, 2009/10, 2010/11)
- Temporadas en Tercera División: 9
  - Temporadas en Torneo Argentino A: 7 (1995/96, 1996/97, 1999/00, 2000/01, 2001/02, 2011/12, 2013/14)
  - Temporadas en Federal A: 2 (2014, 2015)
- Temporadas en Cuarta División: 12
  - Temporadas en Argentino B: 3 (1997/98, 1998/99, 2012/13) 
  - Temporadas en Federal B: 2 (2016, C2016)
  - Temporadas en Regional Federal Amateur: 7 (2019, 2020, 2020/21, 2021/22, 2022/23, 2023/24 y 2024/25)

### Goleadas a favor
- Nacional B: 5-0 a Juventud Antoniana (Salta) en 2004
- Argentino A: 6-1 a Belgrano (Santa Rosa) en (2000/01)
- Argentino B: 4-0 a Huracán (G. Gregores) en (2012/13)
- Federal B: 5-0 a Estrella Norte en 2017
- Torneo Regional Federal Amateur: 8-0 vs Huracán (G. Gregores) en 2023
- Torneo Regional Federal Amateur: 6-0 vs Huracán (G. Gregores) en 2023
- Argentino B: 5-2 vs 13 de Junio de Pirané en 1998/99
- Copa Argentina: 5-2 vs Deportivo Madryn en 2012/13
- Argentino A: 5-1 vs Juventud Alianza en 2001/02
- Argentino A: 4-0 vs Huracán (San Rafael) en 2001/02
- Argentino A: 4-1 vs Defensores de Belgrano (Villa Ramallo) en 2013/14
- Argentino A: 5-1 vs Guaraní Antonio Franco en 2013/14
- B Nacional: 4-2 vs Aldosivi en 2007/08
- Torneo Regional Federal Amateur: 9-0 vs Argentinos del Sud (Santa Cruz) en 2024
- Liga de Fútbol de Comodoro Rivadavia: 9-0 vs Deportivo Sarmiento en 2025

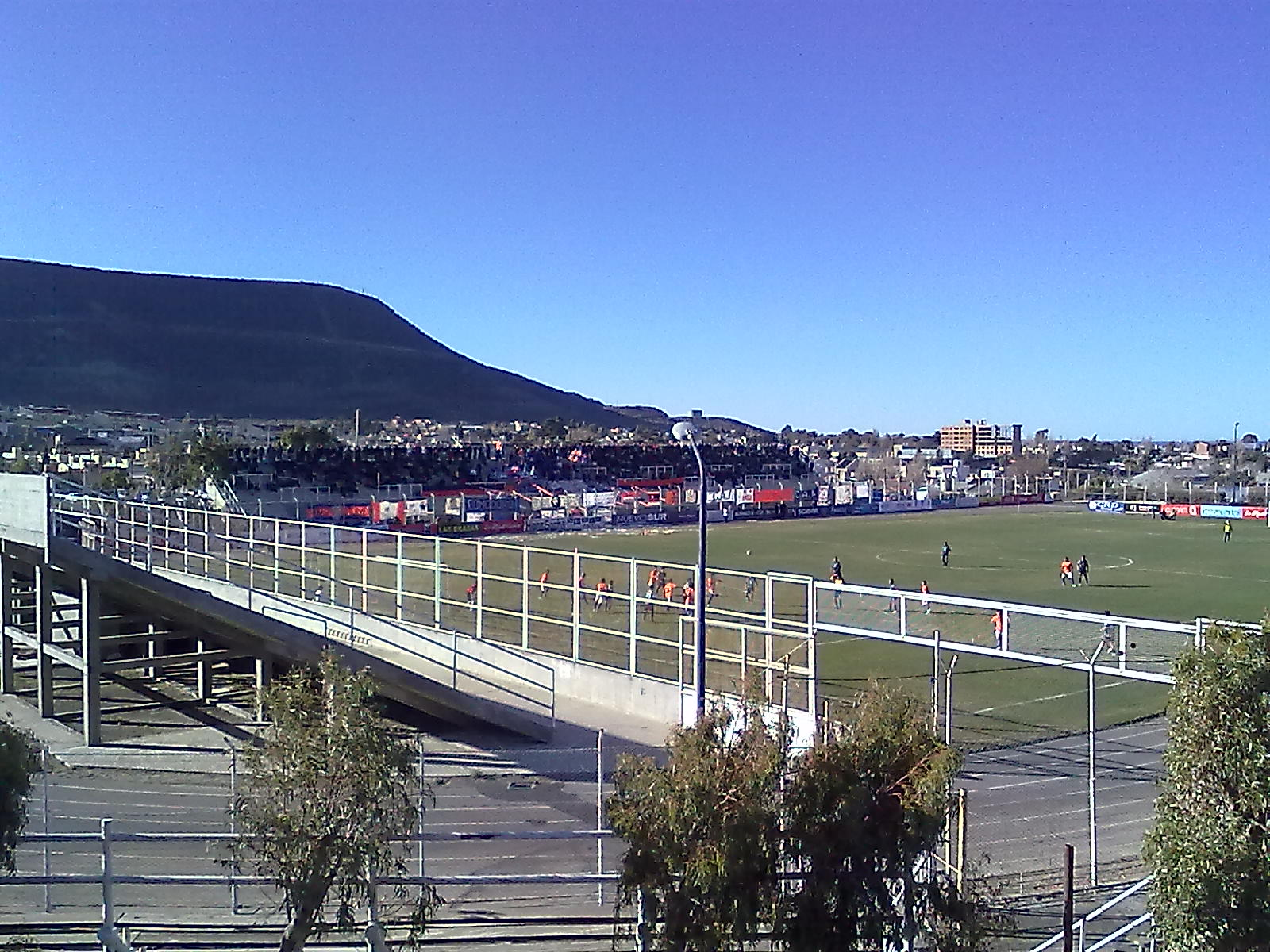
El Estadio Municipal de Comodoro Rivadavia en un encuentro de la C.A.I. contra Defensa y Justicia.

### Goleadas en contra
- Nacional B: 0-5 vs Huracán (Tres Arroyos) en 2006
- Argentino A: 0-5 vs Independiente Rivadavia (Mendoza) en 1999
- B Nacional: 1-5 vs Atlético Rafaela en 2011
- B Nacional: 1-4 vs Atlético Tucumán en 2010
- Argentino A: 0-4 vs Juventud Unida Universitario (San Luis) en 2001/02
- Argentino A: 2-5 vs Juventud Unida Universitario (San Luis) en 2013/14
- B Nacional: 0-4 San Martín (Tucumán) en 2007/08
- Argentino A: 1-4 Defensores de Belgrano (Villa Ramallo) en 2011-12
- Argentino A: 0-4 Ramón Santamarina en 2011-12

### Ascensos y descensos
- 1994 - Primera B (Liga Comodorense) - Ascenso a Primera A (Liga Comodorense).
- 1994/95 - Primera A (Liga Comodorense) - Ascenso a Torneo Argentino A.
- 1996/97 - Torneo Argentino A - Descenso a Torneo Argentino B.
- 1998/99 - Torneo Argentino B - Ascenso a Torneo Argentino A.
- 2001/02 - Torneo Argentino A  - Ascenso a Primera B Nacional.
- 2010/11 - Primera B Nacional - Descenso a Torneo Argentino A.
- 2011/12 - Torneo Argentino A - Descenso a Torneo Argentino B.
- 2012/13 - Torneo Argentino B - Ascenso a Torneo Argentino A.
- 2015 - Torneo Federal A - Descenso a Torneo Federal B.

Mejores Participaciones en la B Nacional:
Temporada 2004/05: Segundo lugar con 34 puntos
- Puesto en la tabla histórica de la Primera B Nacional: 36 de 106 (406 puntos)

Mejores participaciones en el Argentino A:
Temporada 2001/02: Campeón del Argentino A
Temporada 2013/14: Subcampeón del Argentino A

## Uniforme
El uniforme de la C.A.I. toma como base para su diseño los colores de su insignia.
- Uniforme titular: Camiseta, pantalón y medias azules.
- Uniforme alternativo: Camiseta anaranjada, pantalón blanco y medias blancas.

### Indumentaria y patrocinador
| Período       | Proveedor        |
| ------------- | ---------------- |
| 1984-1991     | Adidas           |
| 1992-1994     | Uhlsport         |
| 1995-1997     | Adidas           |
| 1998-2002     | Maracaná         |
| 2002-2004     | Signia           |
| 2004-2005     | Marca Propia     |
| 2005-2009     | Mitre            |
| 2009-2011     | Nanque           |
| 2011-2016     | Mitre            |
| 2017-2018     | Atlantic Sport's |
| 2018-2022     | Mitre            |
| 2023-Presente | Athletic         |

| Período       | Patrocinador            |
| ------------- | ----------------------- |
| 1984-1991     | Comodoro Rivadavia      |
| 1992-1994     | Mercedes Benz Comodoro  |
| 1995-1997     | Carta Automática        |
| 1998          | Scania                  |
| 1999-2000     | Ninguno                 |
| 2000-2009     | Arbumasa                |
| 2009-2011     | Tarjeta Diez            |
| 2011-2013     | Ninguno                 |
| 2014          | Panificadora Don Carlos |
| 2015-2016     | Banco del Chubut        |
| 2017-2020     | Urbanizarq              |
| 2021-2022     | Bahía Blanca Viviendas  |
| 2022-Presente | FullStock               |

## Jugadores

### Mercado de pases

#### Altas 2024
| LFCR                |                |                                        |           |  |  |  |
| Emiliano Garat      | Guardameta     | Barracas Central                       | Libre.    |  |  |  |
| Orion Espinoza      | Defensa        | Cruz del Sur de Bariloche              | Libre.    |  |  |  |
| Fausto Viegas       | Defensa        | College 1975                           | Libre.    |  |  |  |
| Gabriel Dodds       | Centrocampista | Florentino Ameghino de General Mosconi | Libre.    |  |  |  |
| Isaac Esteche       | Centrocampista | Jorge Newbery de Comodoro Rivadavia    | Libre.    |  |  |  |
| Mateo Tuset         | Centrocampista | Deportes Concepción                    | Libre.    |  |  |  |
| Facundo Figueroa    | Delantero      | O'Higgins de Río Grande                | Libre.    |  |  |  |
|                     |                |                                        |           |  |  |  |
| TRFA                |                |                                        |           |  |  |  |
| Francisco Del Riego | Guardameta     | Ferro de General Pico                  | Libre.    |  |  |  |
| Santiago Chamorro   | Defensa        | Boca Unidos de Corrientes              | Préstamo. |  |  |  |
| Maximiliano Paredes | Defensa        | Ferro de General Pico                  | Libre.    |  |  |  |
| José Vivanco        | Defensa        | Deportivo Rincón                       | Libre.    |  |  |  |
| Cristian García     | Centrocampista | Delfín                                 | Libre.    |  |  |  |
| Bairon Ortiz        | Centrocampista | Boca Juniors de Cali                   | Libre.    |  |  |  |
| Luis Oyarzo         | Centrocampista | Deportes Linares                       | Préstamo. |  |  |  |
| Valentín Pesse      | Centrocampista | Comunicaciones                         | Préstamo. |  |  |  |
| Gonzalo Figueroa    | Delantero      | Villa Dálmine                          | Libre.    |  |  |  |
| Lucas Palma         | Delantero      | Deportivo Maipú                        | Préstamo. |  |  |  |
| Federico Reyes      | Delantero      | Fortín Club de Pedro Luro              | Libre.    |  |  |  |

#### Bajas 2024
| LFCR                |                |                                        |                  |  |  |  |
| Matías Galán        | Guardameta     | Ateneo Vecinos de General Cabrera      | Libre.           |  |  |  |
| Leonardo Gallardo   | Guardameta     | Bandera de ?                           | Libre.           |  |  |  |
| Luciano Guarracino  | Guardameta     | Germinal de Rawson                     | Libre.           |  |  |  |
| Ezequiel Llesona    | Defensa        | General Saavedra                       | Libre.           |  |  |  |
| Maximiliano Paredes | Defensa        | Ferro de General Pico                  | Libre.           |  |  |  |
| Mateo Zapata        | Defensa        | Ferro de General Pico                  | Libre.           |  |  |  |
| Luciano Contreras   | Centrocampista | General Saavedra                       | Libre.           |  |  |  |
| Lorenzo Damen       | Centrocampista | Independiente                          | Libre.           |  |  |  |
| Matías Godoy        | Centrocampista | Deportes Colina                        | Libre.           |  |  |  |
| Santiago Hernández  | Centrocampista | River Plate                            | Libre.           |  |  |  |
| Adriano Martínez    | Centrocampista | Deportivo Madryn                       | Libre.           |  |  |  |
| Luis Oyarzo         | Centrocampista | Deportes Linares                       | Fin de préstamo. |  |  |  |
| Valentín Pesse      | Centrocampista | Comunicaciones                         | Fin de préstamo. |  |  |  |
| Bruno Vázquez       | Centrocampista | Racing                                 | Libre.           |  |  |  |
| Lázaro Villegas     | Centrocampista | River Plate                            | Libre.           |  |  |  |
| Agustín Braure      | Delantero      | Crucero del Norte                      | Libre.           |  |  |  |
| Gonzalo Figueroa    | Delantero      | Villa Dálmine                          | Libre.           |  |  |  |
| Agustín Jara        | Delantero      | Brown de Puerto Madryn                 | Libre.           |  |  |  |
| Jairo Vásquez       | Delantero      | Deportes Puerto Montt                  | Libre.           |  |  |  |
|                     |                |                                        |                  |  |  |  |
| TRFA                |                |                                        |                  |  |  |  |
| Nicolás Cifuentes   | Guardameta     | Racing de Trelew                       | Libre.           |  |  |  |
| Matías Maidana      | Defensa        | Bandera de ?                           | Rescisión.       |  |  |  |
| Joel Montes         | Defensa        | Argentinos Juniors                     | Libre.           |  |  |  |
| Fausto Viegas       | Defensa        | Jorge Newbery de Comodoro Rivadavia    | Rescisión.       |  |  |  |
| Gabriel Dodds       | Centrocampista | Florentino Ameghino de General Mosconi | Rescisión.       |  |  |  |
| Cristian García     | Centrocampista | Deportivo Garcilaso                    | Rescisión.       |  |  |  |
| Marcelo Rosales     | Centrocampista | Sarmiento de Junín                     | Libre.           |  |  |  |
| Mateo Tuset         | Centrocampista | Germinal de Rawson                     | Rescisión.       |  |  |  |

## Palmarés

### Torneos nacionales
- Tercera División (1): 2001-02.
- Cuarta División (1): 2012-13.
  - Subcampeón de la Cuarta División (1): 1998-99.

Liga Local (Liga de Fútbol de Comodoro Rivadavia):
Campeón:
- Torneo De Otoño R.C. de 1995
- Apertura R.C. de 1997
- Apertura de 1998
- Apertura de 1999
- Apertura de 2003
- Apertura de 2004
- Apertura de 2005
- Apertura de 2008

Subcampeón:
- Torneo Final del 2015
- Inicial del 2016
- Inicial del 2017
- Zonal del 2021